# Olpe
Olpe település Németországban, azon belül Észak-Rajna-Vesztfália tartományban. Lakosainak száma 24 961 fő (2023. december 31.). Olpe Drolshagen, Lennestadt, Kirchhundem, Attendorn, Kreuztal és Wenden községekkel határos.

## Népesség
A település népességének változása:
| Lakosok száma | 21 883 | 25 409 | 24 757 | 24 459 | 24 688 | 24 677 | 25 015 | 24 961 |
|               | 1975   | 2010   | 2015   | 2017   | 2019   | 2021   | 2022   | 2023   |